# Thomas Edgar
Thomas Edgar (ur. 21 czerwca 1989 w Brisbane) – australijski siatkarz, gra na pozycji atakującego. Karierę rozpoczynał w Queenslandzie.
W sezonie 2010/2011 reprezentował barwy klubu LOTOS Trefl Gdańsk. W 2012 roku razem z zespołem wystąpił na letnich igrzyskach olimpijskich, drużyna nie wyszła z grupy. Thomas Edgar był gwiazdą zespołu Australii, który wystąpił na Mistrzostwach Świata 2014, drużyna skończyła rywalizację na drugiej fazie grupowej.

## Sukcesy klubowe
Liga szwedzka:
- 2010

Liga chińska:
- 2016

Klubowe Mistrzostwa Ameryki Południowej:
- 2017

Liga argentyńska:
- 2017

Liga japońska:
- 2019
- 2018

Puchar Cesarza Japonii:
- 2018

## Sukcesy reprezentacyjne
Mistrzostwa Azji
- 2019

## Nagrody indywidualne
- 2017: Najlepszy atakujący Klubowych Mistrzostw Ameryki Południowej
- 2017: MVP ligi argentyńskiej w sezonie 2016/2017
- 2019: MVP Mistrzostw Azji